# Национално единение
Национално единение (НС) (на норвежки: Nasjonal Samling; NS) е нацистка политическа партия в Норвегия. Тя е основана от бившия министър на отбраната Видкун Квислинг и група привърженици като Йохан Бернхард Хьорт, който напуска партията през 1937 г. след многобройни вътрешни конфликти. Партията празнува своето основаване на 17 май, националния празник на Норвегия, но е основана на 13 май 1933 г. Паравоенно крило на партията е Хирден.

## История

### Политика преди войната
Партията никога не е с пряко политическо влияние, но въпреки това става ярост в норвежката политика. Независимо от факта, че никога не успява да постигне повече от 2,5% на избори, тя става фактор за поляризиране на политическата сцена. Другите партии в Норвегия я разглеждат като норвежка версия на германските нацисти и по принцип отказват да си сътрудничат с тях. Няколко от маршовете и митингите ѝ преди войната са или забранени, или белязани от насилие, когато комунисти и социалисти се сблъскват с тях.
Значителна черта на партията през цялото ѝ съществуване, е относително високото ниво на вътрешни конфликти. Антисемитизмът, антимасонството и различните възгледи за религията, както и асоциирането на партията с нацистите и Германия са горещо обсъждани. До избухванто на Втората световна война, партията се свежда до политическа секта с почти никаква реална дейност.
Силната вяра в норвежкия паганизъм, романтичният национализъм и авторитаризма, доминират в идеологията на НС. Също така те разчитат силно на северния символизъм, използвайки викингите, предхристиянската религия и руните в своята пропаганда и речи. Те твърдят, че символът им – златен слънчев кръст на червен фон (цветове на герба на Норвегия), е бил символ на Свети Олаф, рисуван върху неговия щит.

### По време на германската окупация
Когато Германия нахлува в Норвегия през април 1940 г., Крайслинг влиза в студиото на норвежката компания Broadcasting Corporation в Осло и прави радиопредаване, като се обявява за министър-председател и заповядва незабавно да се сложи край на антигерманската съпротива. Въпреки това, крал Хокон VII, на незаетата територия заедно с легитимното правителство, ще абдикира, вместо да назначи правителство начело с Квислинг. Съществуващото правителство отказва да се оттегли в полза на Квислинг или да служи на него и заявява, че съпротивата трябва да продължи. През април 1940 г. партията вероятно има само няколкостотин членове, но членството ѝ се повишава до 22 000 през декември същата година и достига връх от 43 400 през ноември 1943 г.
След кратък период от време с цивилно правителство (Administrasjonsrådet), назначено от Върховния съд, германците поемат контрола чрез райхскомисар Йозеф Тербовен. Той назначава правителство, с повечето министри от редиците на НС. Лидерът на партията обаче, който е спорен в Норвегия, както и сред окупаторите, на 1 февруари 1942 г. става „министър-председател“ на „националното правителство“.

### Следвоенна история
Следвоенните органи забраняват партията и преследват членовете ѝ като колаборационисти. Близо 50 000 души са изправени пред съда, приблизително половината от тях са осъдени на затвор. Властите екзекутират Квислинг за държавна измяна, както и няколко други високопоставени членове на НС и изтъкнати германски служители в Норвегия за военни престъпления. Законосъобразността на присъдите обаче е поставена под съмнение, тъй като в Норвегия няма смъртно наказание и норвежката конституция по това време предвижда, че смъртното наказание за военни престъпления трябва да се извърши по време на действащо военно време.
Друг въпрос на следвоенното третиране е продължаващият дебат в Хамсун в Норвегия. Международен автор Кнут Хамсун, макар и никога да не е бил член, е известен симпатизант на НС. След края на войната, Хамсун обаче се смята за неспособен да се яви в съда, а въпросът за връзките му с партията никога не е бил правилно разрешен.